# Ostarbeiter

Naszywka Ostarbeitera

Ostarbeiter (OST-Arbeiter – dosł. „robotnicy ze wschodu”) – robotnicy przymusowi (Zwangsarbeiter) w nazistowskich Niemczech, werbowani na terenach wschodnich (czyli z terenów podbitych w ZSRR).
Do tej grupy zaliczali się nieliczni Polacy (z terenów zajętych przez III Rzeszę po 1941 roku i nie włączonych do Generalnego Gubernatorstwa). Narodowościowo byli to głównie Ukraińcy (najliczniejsza grupa), Rosjanie, Białorusini, Bałtowie. Byli traktowani jeszcze gorzej od polskich Zivilarbeiterów. Od 1943 powstawały zakłady dla dzieci robotnic zagranicznych w III Rzeszy, w których panowała wysoka śmiertelność.
Źródła szacują liczbę Ostarbeiterów na 2,75 miliona. Wielu było poniżej 18 roku życia, blisko połowa to kobiety.